# Glauningia macrocephala
Glauningia macrocephala är en insektsart som beskrevs av Willy Adolf Theodor Ramme 1929. Glauningia macrocephala ingår i släktet Glauningia och familjen gräshoppor. Inga underarter finns listade i Catalogue of Life.